# フィールーズ・シャー・トゥグルク

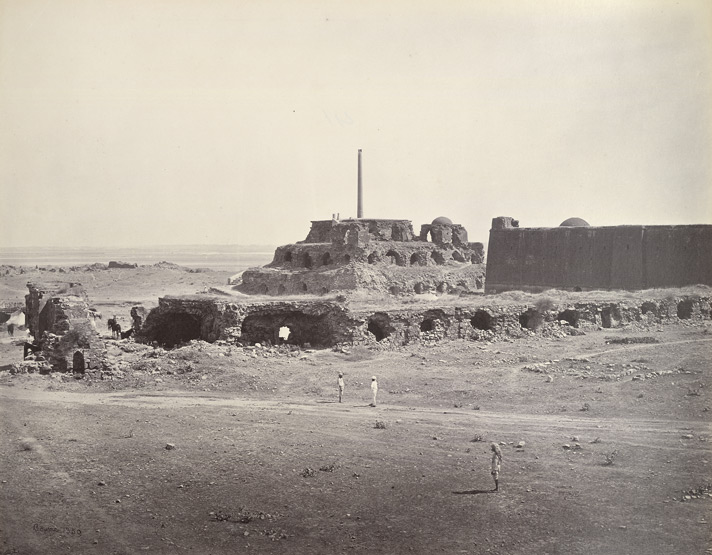
治世中に建造されたフィールーズ・シャー・コートラ。アショーカ王の石柱が立っている。

フィールーズ・シャー・トゥグルク（1309年 - 1388年9月20日）は、トゥグルク朝の第3代スルターン（在位：1351年 - 1388年）。第2代スルターン・ムハンマド・ビン・トゥグルクの従弟。

## 生涯
1351年にムハンマド・ビン・トゥグルクが崩御したのち、従兄弟であった彼が即位する。
即位後は先代のムハンマドの遠征でかかった多大な軍費による出費から財政が悪化して王朝衰退を招いたため、その再建に取りかかった。
フィールーズは内政を重視し、行政改革に重点を置いた。まず、貴族による反乱を押さえるため、官職や領地、特権の世襲化を容認した。さらに失業者に対しては職業補導を行ない、結婚資金制度を作った。また、多くの新しい都市や灌漑施設を建造し、罪人に対しても残酷な処罰を廃止したりもした。
宗教政策においては、ヒンドゥー教徒に一定の理解を示したが、ヒンドゥー教徒にイスラーム教徒に改宗するように進めている。
しかしフィールーズはベンガル地方への対外遠征をたびたび行なって失敗し、失地回復を図ることはできずに終わった。デカンのバフマニー朝とは戦端を開かずに終わった。
1388年、80歳で崩御し、跡を曾孫のギヤースッディーン・トゥグルク2世が継いだ。